# Arroyo Yacuy
El arroyo Yacuy es un curso de agua uruguayo que atraviesa los departamentos de Salto y de Artigas, sirviendo de límite entre ellos, en parte de su trayecto.  Pertenece a la cuenca hidrográfica del Río de la Plata.
Nace en la Cuchilla de Belén y desemboca en el río Uruguay.